# مونتگو بی
مونتگو بی بندری در جامائیکا است که از جمله شهرهای مهم این کشور به شمار می‌ آید. در سال 2019 شهر سومین شهر جامائیکا بود که با فعالیت های متنوع برای مسافران شهری سرزنده قرار داشته و دارد.